# JWoww
Jennifer "Jenni" Farley, född
27 februari 1986 i Franklin Square i USA,  eller JWoww som hon brukar kallas är med i det amerikanska tv-programmet Jersey Shore.Hon har också varit med i en serie som heter Snooki and JWwoww där Nicole Polizzi (Snooki) är med som en av huvudrollerna. I den får man bland annat se att Jenni förlovar sig med Roger Matthews, som dessutom har en stor roll i serien.